# Arkanne
«Arkanne», «Ноев Ковчег» или № 2 — прам Балтийского флота Российской империи, участник Северной войны.

## Описание судна
Один из двух парусно-гребных прамов, построенных в Санкт-Петербургском адмиралтействе по одному проекту. Длина судна по сведениям из различных источников составляла от 24,38 до 24,4 метра, ширина — от 7,9 до 7,92 метра, а осадка от 1,8 до 1,83 метра. Вооружение судна состояло из восемнадцати 18-фунтовых и 12-фунтовых орудий. Имел неуклюжий короткий и широкий корпус и обладал скверными мореходными качествами.
В течение последующих тридцати лет почти все прамы Балтийского флота строились по образу первых «ковчегов» (от «Arcke des Verbondes» — «Ковчег Завета» и «Arkanne» — «Ноев Ковчег») с небольшими изменениями и улучшениями.

## История службы
Прам «Arkanne» был заложен в январе 1706 года на стапеле Санкт-Петербургского адмиралтейства и после спуска на воду 27 мая (7 июня) 1706 года вошёл в состав Балтийского флота России. Строительство вёл корабельный мастер Выбе Геренс.
Принимал участие в Северной войне 1700—1721 годов. С апреля по октябрь 1707 года в составе флота выходил из Санкт-Петербурга к острову Котлин. 
По окончании службы в 1710 году прам «Arkanne» был разобран в Кроншлоте.

## Командиры судна
Командиром прама «Arkanne» в 1707 году служил датчанин на русской службе поручик Иван Блом, принятый на службу в 1703 году и до командования прамом служивший на судах в Казани, а на следующий год после командования прамом выбывший с русской службы, сведений о командирах прама в другие годы не сохранилось.

### Комментарии
1. ↑  Второй прам «Arcke des Verbondes» или № 1[1].
2. ↑  80 футов[2].
3. ↑  26 футов[2].
4. ↑  6 футов[2].